# Kambodschanische Badmintonmeisterschaft 1963
Die Kambodschanische Badmintonmeisterschaft 1963 fand in Phnom Penh statt. Es war die sechste Austragung der nationalen Titelkämpfe von Kambodscha im Badminton.

## Titelträger
| Disziplin    | Sieger               |
| ------------ | -------------------- |
| Herreneinzel | Smas Slayman         |
| Dameneinzel  | Huynh Sophan         |
| Herrendoppel | Bé Sabin Seng Ly Onn |
| Damendoppel  | nicht ausgetragen    |
| Mixed        | nicht ausgetragen    |